# Istoria Bălțiului
Istoria Bălțiului începe odată cu stabilirea pe aceste meleaguri a primilor oameni în epoca paleolitică. Precizarea cu exactitate a primei atestări a localității de la confluenței râurilor Răut și Răuțel generează divergențe între istorici. Spre deosebire de celelalte orașe ale Țării Moldovei, Bălțiul se include în procesul urbanistic mult mai târziu. Localitatea intră în actele cancelariei tocmai spre finele secolului al XVII-lea ca un sătuc obișnuit. Din acest sătuc începe să se dezvolte un târg, care din 1803 apare cu statutul de oraș. Avea o populație mică, care practică agricultură, meșteșugărit și comerț. Pe parcursul secolului al XIX-lea Bălțiul devine un important centru specializat în comerțul cu cabaline și bovine. Construcția căii ferate în 1894 a facilitat exportul în Imperiul Austro-Ungar. În perioada interbelică ritmurile dezvoltării economice a Bălțiul sunt cele mai mari în Basarabia, întrecând chiar și Chișinăul. De asemenea, se schimbă vertiginos aspectul arhitectural al orașului. În timpul celui de-al Doilea Război Mondial infrastructura orașului a suferit enorm. Populația urbei s-a redus de două ori comparativ cu anul 1940. Cei rămași au fost supuși represiunilor sovietice, fiind nevoiți să suporte deportările și foamete organizată în a două jumătate a anilor '40. După încheiere războiului Bălțiul trece printr-o perioadă de industrializare menținându-și statul de cel mai dezvoltat centru din nordul RSSM, de atunci. În anii '90, economia orașului a îndurat mari greutăți din cauza ruperii legăturilor cu sursele de materie primă și a pieței de desfacere a mărfurilor din fosta URSS. Aceasta a dus la emigrații ale persoanelor și, deci, la reducerea populației. În anii 2000 situația social-economică în Bălți a început să se amelioreze.

## Arheologie
Studiile arheologice demonstrează că primii oameni s-au așezat pe teritoriul actual al municipiului cu peste 30 000 ani în urmă, în epoca paleoliticului. De la începutul secolului XX în Bălți au fost efectuate săpături arheologice, în cursul cărora savanții au descoperit nenumărate vestigii ale culturii Cucuteni.
Arheologii au descoperit în această zonă trei vetre de sate din epoca bronzului. Satele au fost locuite de agricultori și crescători de vite. O vatră de așezare umană se afla în apropierea confluenței râului Copăceanca cu râul Răut, la nord de cartierul Dacia. O altă vatră părăsită se află la 1 km distanță de cartierului Bălții Noi, la confluența a două pâraie, fiind datată cu sfârșitul mileniului IV î.e.n . Pe locul fostei așezări se disting urme de case din nuiele cu lut. Au fost colectate fragmente de oale cu ornamente și picturi, topoare de piatră, vârfuri de săgeți făcute din silex etc. Ambele sate au fost incendiate de cetele de nomazii veniți după pradă, dovadă servind grămezile de lut ars. A treia vatră de sat se afla în cartierul Pământeni. Materialele colectate aici arată că așezarea datează din prima jumătate a sec. IV î.e.n.
Cu circa 1300 de ani î.e.n. apar alte două așezări, fapt aprobat de obiectele găsite aici, mai ales vase din lut din epoca târzie a bronzului (sfârșitul mileniului II). Una dintre aceste localității se afla pe teritoriul fostei vetre din cartierul Bălții Noi . Aici, la suprafața solului se văd clar urme de locuințe vechi. Cealaltă așezare era situată la marginea orașului, în vecinătatea șoselei Bălți – Chișinău.
O nouă așezare umană este întemeiată prin anul 400 î.e.n, fiind părăsită în jurul anului 200 î. Hr, probabil din cauza invaziei triburilor germanice ale bastranilor. Pe vatra așezării date au fost descoperite obiecte casnice, mai ales vase de lut, tipice pentru epoca timpuri a fierului.
În perioada romană pe aceste meleaguri erau 5 sate, care au existat până la invazia hunilor din anul 376 e.n., când au fost devastate și arse. Pe vetrele acestor sate au fost descoperite obiecte casnice, mai ales vase din lut din epoca romană. Pe teritoriului orașului au fost găsite și 16 monede din argint, bătute la Roma în anii 138 – 161 e.n. 
Popoarele nomade care s-au perindat pe aici au lăsat movile funerare, numit și gorgane. În împrejmuirile orașului sunt înregistrate 18 gorgane străvechi, luate sub ocrotirea statului. Cu cât persoana decedată era mai importantă, cu atât movila era mai înaltă.
Primul val al migrațiunilor cuprinde secolele VI – VII. Stepa bălțeană a fost afectată numai de avari în jurul anului 408 e.n. În cel de-al doilea val participă maghiarii (sec. IX), iar către sec. al XIII – tătarii.
Cât privește marea invazie tătaro-mongolă, apoi ea afectează prioritar Bucovina și se infiltrează în direcția Panoniei, Severinului și Câmpiei Române. Situația se modifică după întemeierea Hanatului din Crimeea. Din acest moment teritoriul bălțean este afectat de tătarii nogai în calitate de aliați ai otomanilor.
Sunt fără argumente științifice afirmația că în secolele VII – IX pe teritoriul actualului Bălți ar fi locuit triburile slave ale tiverților și că ar fi fost sub jurisdicția cnezatului Haliciano-Volân sau Rusiei Kievene. În regiunea stepei bălțene elementul autohton daco-roman a predominat mereu, iar popoarele migratoare au părăsit teritoriul sau au fost asimilați.

## Atestarea localității

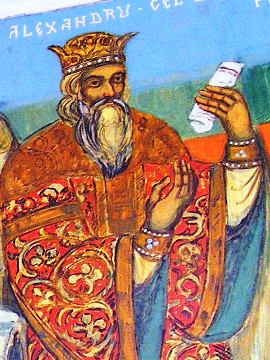
Alexandru cel Bun, frescă de la Mănăstirea Neamț

Majoritatea autorilor preocupați de istoria veche a Bălțiului au vehiculat numele principese poloneze Ringala de Mazovia (Mazovețki), care ar fi stat la temelia înființării orașului în anul 1421. Însă sursele de epocă nu confirmă acest lucru, cu atât mai mult că o astfel de așezare nu exista la confluența dintre râurilor Răut și Răuțel. Topicul Bălți în calitate de „loc de sat” și „sat” intră în limbajul actelor prin secolele XVI – XVII ca urmare a remanierilor teritorial-administrative din timpul lui Alexandru Lăpușneanu și Petru Șchiopul .

### Mitul principesei Ringala de Mazovia
Ringala de Mazovia se căsătorește în anul 1418 cu domnitorul Alexandru cel Bun. Ringala era sora lui Vitold și vara lui Vladislav Iaghello, văduva lui Henrik Seimovici (zis și Henrik de Mazovia, de unde provine și numele de Mazovia, Mazovețki). Însă căsătoria s-a destrămat subit. Oficial, soții au divorțat din motive religioase. Dar principala cauză a divorțului au fost intrigile de la curte. Regele polonez Vladislav al II-lea și ducele Vitold doreau să înlăture pe Alexandru cel Bun. În semn de respect, Alexandru cel Bun i-a dăruit Ringalei domenii cu multe sate. Într-un act domnesc din 13 decembrie 1421, care întărește cedarea unor posesiuni ducesei Ringala, se menționează că domnitorul îi oferă orașele Siret și Volhoveț (în prezent denumit Volovăț) și unele sate din apropiere și „locuri pustii” . Autorii afirmă că sub cuvintele „locuri pustii” s-ar presupune teritoriul viitorului oraș. Totuși, actul dat nu face nicio aluzie la Bălți, care ar fi fost donat principesei Ringala .
Localitățile menționate în actul domnesc, Siret și Volhoveț, se află la o distanță considerabilă față de locul de confluență a râurilor Răut și Răuțel. Aceste așezări sunt situate în partea dreaptă a râului Prut, în actualul județ Suceava . Selecta doamnă nu ar fi dorit să valorifice un teritoriul nepopulat, în a cea vreme, și absolut necunoscut. Dar și nu ar fi convenabil să administreze o moșie atât de întinsă sau fărâmițată . 
În calitate de argument suplimentar au fost luate și notele de călătorie a cavalerului și diplomatului francez Guillebert de Lannoy . În 1421, Guillebert de Lannoy a călătorit din Polonia în Imperiul Otoman prin Moldova și Crimeea. În consemnările sale Lannoy descrie și vizita de la principesă: 
„... de lá me partis et m’em alay á une ville en Russie, nommé Belfz, devers la ducesse de la Mosoeu, qui me fist honneur et m’envoya á mon hostel plusieurs maniure de vivres, et estoit soeur au roy de Poulane...”
La mijlocul secolului al XIX-lea, F. Brun a tradus fragmentul în limba rusă:
„... оттуда я отправился въ другой городъ въ Россіи, называемый Бъльцы, къ герцогини Мазовецкой, которая меня приняла съ почестью и прислала въ мою квартиру разного рода припасовъ...”
În română, traducerea lui Brun este astfel:
... de acolo m-am îndepărtat spre alt oraș din Rusia, numit Bălți (rus: Bel'țî), la ducesa Mazovețki, care m-a primit cu onoruri și mi-a trimis în apartament diverse delicatese...
În primul rând, interpretarea toponimului Belfz, care nici fonetic, nici morfologic nu se asociază cu toponimul Bălți, este eronată. De menționat că Brun s-a axat pe “asemănarea” fonetică superficială a denumirilor orașelor în limba rusă: Belfz și Bel'țî (Бълфз / Бъльцы). Totuși, semnul moale după litera l, „ь” (transliterat prin [ ' ]), în topicul Belfz nu există, nici îmbinarea „fz” și „ц” + „ы” (ț+î) nu corelează. În mod normal, sunetul „ц” (ț) ar avea alternativă în grupul limbilor romanice combinarea consoanelor „tz” și nu „fz”. 
În al doilea rând, Guillebert de Lannoy scrie că rezidența Ringalei se afla într-un oraș din Rusia. În acest context, nu poate fi vorba de Bălți deoarece el a fost anexat de către Rusia abia în 1812, împreună teritoriul dintre Prut și Nistru, denumit ulterior Basarabia . Până atunci el niciodată nu a fost partea a Rusiei sau a unui cnezat rus .
De fapt, Lannoy menționează orașul Belz care pe atunci făcea parte din Polonia, iar în prezent se află în Ucraina . Probabil, Belzul este caracterizat ca un oraș rusesc deoarece a făcut partea din Rusia Kieveană, apoi din Cnezatul Galiției-Volînia până la sfârșitul secolului al XIV-lea. La Belz, Ringala s-a întors după părăsirea Moldovei. Foarte bine se pot observa similitudinile și diferențele dintre cele trei toponime Belfz în raport cu Belz și Bel'țî. Este evident că denumirea de Belfz, menționat de Lannoy, corespunde actualului oraș Belz.
Eroarea în traducerea de către F. Brun a notelor lui Guillebert de Lannoy, precum că cel din urmă ar fi vizitat-o pe principesa Ringala la Bălți (Belfz), a permis interpretarea greșită a Actului domnesc din 1421. Din cele relatate, reiese că Ringala și Lannoy nu au nimic în comun cu istoria orașului Bălți. Afirmația precum că la confluența Răuțelului cu Răut ar fi existat în jurul anului 1421 o localitatea nu are dovezi documentare.

### Prima atestare documentară
Pentru a găsi rădăcinile istorice ale orașului Bălți trebuie să apelăm la gama nuanțelor tipice pentru toate așezările din acea zonă. În secolele XVI – Secolul XVII Pe segmentul cursului râului Răut dintre actualele orașe Bălți și Florești dominau categoria de sate libere (domnești). Unele sate au fost supuse procesul de destrămare din cauza restructurărilor hotarelor dintre moșii. În acest fel, au apărut un șir de sate, prisăci sau palisade domnești de-a lungul Răutului și afluenților săi, printre care se afla și Scutăria Zăvadeni. Această scutărie se află la est de actualul oraș Bălți pe ambele maluri ale Răutului și includea un număr mare de sate. Cartea voievodală a lui Petru Șchiopul scrisă de uricarul ieșean Roșca, ne oferă informații despre politica funciară domnească în albia râului Răut. În aceste document sunt atestate 33 de localități, cu circa 4000 de locuitori, 15 „locuri de sate” și „locuri pustii”, 6 seliște și 4 locuri cu iazuri pentru mori și prisăci. În ce privește locul viitorului municipiu Bălți, documentul nu indică nicio așezare. Totuși este menționat o așezarea, de asemeni, denumită Bălți. Aceste Bălți, puțin cunoscut opiniei publice, a fost un participant al politicii de strămutare a satelor. Această politică a cauzat disensiuni între locuitorii tuturor satelor din regiune, din motivul schimbării hotarelor. Interesul satelor de a-și păstra neclintit hotarele moșiilor strămoșești domina autoritar. Actul din anul 1588 ne relatează:
„Din mila lui dumnezeu, noi Io Petru voievod, domn al Țării Moldovei. Facem cunoscut cu această carte a noastră, tuturor celor ce o vor vedea sau o vor auzi cetindu-se, că acest adevărat al nostru credincios și cinstit boier, jupan Andrei hatman ne-a slujit drept și credincios. De aceia noi, văzând slujba lui dreapta și credincioasă către noi, i-am miluit pe dânsul, cu deosebita noastră mila și i-am dat și i-am miluit pe dânsul dela noi, în țara noastră, în Moldova, cu un sat anume Zăvădinele, care este în ținutul Sorocii, pe râul Răut și pe amândouă părțile Răutului și cu loc de mori la râul Răutului, care acest sat a fost sat drept domnesc.

...

Iar apoi, s'au sculat niște sate, anume Budăeștii și Heciul și alte sate, ce sunt în prejurul Zăvădenilor și ni s'au plâns și și-au cerut hotarnic pe credinciosul nostru Danciul fost pârcălab, ca să le hotărnicească lor dinspre satul Zăvădini. ...

...

Dar noi am cercetat cu amănuntul, pentru rândul acestui sat Zăvădini și pentru hotarul lui pe unde a ținut. Astfel, așa am aflat că acest sat Zăvădini a fost scutărie domnească, făcută de Alexandru voievod. Și atunci, când a fost acolo scutărie , el a risipit toate satele, câte au fost pe Răut, pe amândouă părțile Răutului până la Nemteani. ...[sunt enumerate satele care mărgineau moșia Zăvădini]... Iar a celor sate, pe care le-a risipit Alexandru voievod, el le-a dat lor atunci loc ca să-și întemeieze sate ..... pentru Căenărești le-a dat lor [loc de sat] în jos de gura Bălții, unde se numește La Știuca, iar pentru Putinești, li s'a dat lor în jos de gura Bursucului și în sus de Bursuceani.

...

Iar pentru mai mare putere și întărire a toate acestor mai sus scrise, am poruncit credinciosului și cinstitului nostru boier, jupan Lupul Stroici mare logofăt, să scrie si să atârne pecetea noastră la aceasta adevărata carte de seamă a noastră.

A scris Roșca uricar în Iași, în anul 7096 <1588> August 20.”
Petru Șchiopul hotărăște să pună capăt diferendului recurgând la acțiuni de stabilire și precizare a hotarelor prin orice preț. Astfel, în Cartea voievodală sunt descrise hotarele dintre moșiile diferitor sate din scutăria Zăvadine. În acest proces este inclus și satul Bălți menționat mai sus. Într-un uric a lui Alexandru Lăpușneanu din 20 august 1588 este atestat „loc de sat pe Bălți” (pe pârâul Bălți). Râulețul Bălți există și în prezent, izvorăște din satul Iliceuca și se varsă în râul Cubolta, denumirea pârâului s-a dat uitării și nu se mai utilizează. Aceeași așezare este menționată într-un alt uric, a lui Gaspar Graziani, datat la 2 septembrie 1618 (1619), prin care, lui Ghidion, fiul lui Voico logofătul unele sate, inclusiv Bălțile:
„Io Gașpar voievod, din mila lui Dumnezeu, domn al Țării Moldovei. Iată au venit, înaintea noastră și înaintea boierilor noștri moldoveni, Alexandra cu fratele ei Ghidion, fiii lui Voico fost logofăt, și s'au tocmit între ei, de bunăvoia lor, și au împărțit dreptele lor ocine ce au dela părinții lor.
...

Iar în partea lui Ghidion s'a cuvenit satul Stănenii, din ținutul Soroca și satul Soluncenii, cu loc de moară și cu iaz pe Căinar și s'a cuvenit satul Bălțile pe Cobolta și s'a cuvenit o parte din satul Itovoești, cu loc de moară, în ținutul Putna, i s'a cuvenit jumătate din jumătate de sat din Grumăzești și cu Faur și cu loc de moară și cu iaz.

...

Pentru aceea ca să le fie, dela noi, drepte ocini și împărțeală. Altul să nu se amestece înaintea acestei cărți a noastre. 

La Iași, anul 7127 <1618> Septembrie 2.

Domnul a spus.

Toader a scris.”
În prezent, pe malul drept, între mânica râului Cubolta și pârâului Bălți se străvăd conturile caselor ridicate de țărani.

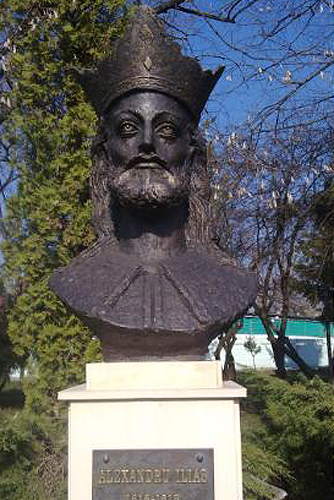
Bustul lui Alexandru Iliaș, domn al Moldovei în 1620

Satul Bălți de la confluența pârâului Bălți cu Cubolta a fost înființat de țărani liberi veniți dintr-o localitate de pe moșia Zăvădeni. Există o ipoteză că Zăvădenii ar fi situați pe locul actualul al orașului Bălți, de pe Răut . Dar nu e chiar așa. Astăzi, există mahalaua Zavidin din s. Alexandreni și un helșteu Zavidinovca, variante rusificate ale noțiunii de Zăvedeni, demonstrând că Zăvădeni se afla lângă satul Alexăndreni din prezent. 
Există o informație care ne permite să precizăm data primei atestări documentare a satului Bălți, deja de pe Răut. Sursa provine de la comentariile legate de expediția armatei polono-lituaniană contra Imperiului Otoman. În septembrie 1620, armata polonă comandată de Stanisław Żółkiewski a trecut frontiera cu Moldova la Iargura și s-a oprit lângă Ungheni, la 7 – 8 km de Țuțora. După pierderea bătăliei de la Țuțora, polonezii se retrag prin satele Petrești, Scumpia, Catranâc, „iar pe la amiaza zilei de 4 octombrie ajung la râul Răut, lângă satul Bălți” (ținutul Soroca). Seara, trupele polone au trecut Răutul și la 5 octombrie au ajuns la râul Cubolta. Așadar, prima atestare a municipiului Bălți are loc la 4 octombrie 1620, în perioada domniei lui Alexandru Iliaș. 
Satul Bălți de pe Răut a fost înființat de către locuitorii satului Bălți de pe pârâul Bălți. Adică, a avut loc strămutarea unui sat pe un alt loc, păstrându-se vechea denumirea. Astfel, numele orașul Bălți (1620) din prezent provine de la satul Bălți (1618), iar denumirea celui din urmă - de la pârâul Bălți. Noul Bălți a fost ridicat mai sus de cartierul Podul Chișinăului, în apropiere de râul Răuțel.

## În componența Țării Moldovei
Pe parcursul secolului al XVII-lea satul Bălțile din ținutul Sorocii apare consemnat și în alte acte, documente, note etc. La 21 aprilie 1651, venind de la întâlnirea cu hatmanului ucrainean Bogdan Hmelnițki, în Bălți au înnoptat starețul rus Arsenii Suhanov și solii turc, cazac și moldovean, în drum spre Iași, unde au fost găzduiți de domnului Moldovei Vasile Lupu. La 26 august 1652 în Bălți staționează Timuș Hmelnițki, fiul lui Bogdan Hmelnițki, care era în deplasare spre Iași pentru a se căsători cu domnița Ruxandra, fiica a doua a lui Vasile Lupu. În data de 2 ianuarie 1657 târgușorul Bălți este vizitat de pastorului german Conrad Iacob Hiltebrandt, remarcând lipsa de apă. Călătorul italian G. da Veflind de la 2 august 1657, în timp ce se îndrepta spre Soroca, înseamnă în notele sale că a traversat un mic târg numit Bălți.
Începutul epocii moderne în Țările Române a fost marcat de instituirea regimului fanariot. În Moldova această etapă a fost precedată de domnia lui Dimitrie Cantemir. În 1711, domnitorul Moldovei încheie o alianță secretă cu Petru cel Mare, țarul Rusiei, pentru a elibera țara de suveranitatea turcă. Unitățile militare ale lui Petru I au forțat Nistru la Soroca. Armata rusă a traversat Moldova de la Soroca, prin Bălți și mai departe, până la Iași. Bătălia a avut loc în ținutul Fălciu. Deoarece armata rusă nu a fost aprovizionată suficient cu produse alimentare, Petru I a ordonat colectarea alimentelor din contul proviziilor populației băștinașe. Astfel, Bălții devin o bază de aprovizionare a armatei ruse cu alimente și furaje. Din documente se știe că în ajunul luptei cu turcii, în tabără militară rusă au fost aduși 4 mii de boi, 8 mii de berbeci, 300 de care cu grâu și făină. Cea mai mare parte a proviziilor proveneau din depozitele de produse și furajere din Bălți.
După ce au fost biruite de turci în lupta de la Stănilești, trupele ruse s-au retras, iar Bălții au fost iarăși prădați și incendiați de tătarii veniți din Crimeea. De data aceasta, localitatea și-a revenit rapid. A fost găsită o piatră funerară în timpul restaurarea gardului Catedralei Sf. Nicolae cu inscripția: „Aici se odihnește Maria, soția starostii Panteilemon Dobrin. 1727.” – dovadă că localitatea s-a refăcut și a continuat să fie populată.
În 1766 domnitorul Moldovei Grigore Ghica dăruiește o parte a Bălților Mănăstirii Sfântului Spiridon din Iași, iar cealaltă parte – unor negustori, frații Panaite.
Conform recensământului Moldovei organizat de generalul rus Piotr Rumeanțev și desfășurat în anii 1772-1773, în satul Bălțile din Ocolul Câmpului de Jos, ținutul Soroca, au fost fixate 73 de curți (gospodării). Printre birnici au fost incluși 1 moldovean (cap de familie) și 1 țigan (cap de familie) de pe moșia boierească. Eliberați de bir au fost 1 preot, 70 de bărbați (cap de familie) moldoveni, 1 - văduvă. A fost atestată o stație poștală. În 1774 este organizat următorul recensământ, atunci Bălții figurează în Ocolul de peste Răut din același ținut al  Sorocii, cu 129 de gospodării, dintre care numai 42 plăteau bir. Scutire aveau 80 de postași, 2 preoți, un căpitan, 2 arnăuți, un chihac și o văduvă. Ca și la atestarea din 1766, moșia aparținea aceluiași boier Alexandru (Sandu) Panaite.
În 1775 Sandul Panaite primește împuternicire de la Grigore Alexandru Ghica voievod, să cumpere anual, în perioada dintre sărbătoarea Sfântului Gheorghe și 30 iunie, 50.000 oi din Moldova „și să le ducă la Țarigrad, și pentru că asta este slujba țării și a devletului, să nu poată alții intra la această neguțătorie”.
La 10 ianuarie 1786 staționează în Bălți Jeremy Bentham, cunoscutul adept al utilitarismului din acel timp, înnoptând în casa unui evreu negustor detailist și ambulant, servindu-se o masă o masa necușăr, din cârnați de la Iași. A doua zi, pe la 7 seara a pornit spre Soroca.
Frații Constantin, Alexandru și Iordache Panaite se îndeletniceau cu comerțul. Familia Panaite a folosit poziția favorabilă a Bălților, situat la intersecția marilor căi comerciale, și experiența negustorilor locali în a organiza iarmaroace, contribuind la dezvoltarea târgului. Au fost construite noi drumuri, case poduri. În centrul târgului a apărut o piață largă unde se desfășurau iarmaroacele. În 1791, la inițiativa lui Gheorghe Panaite a început construcția unui mare edificiu de piatră – Catedrala Sfântul Nicolae, care a durat aproximativ 5 ani. Catedrala Sf. Nicolai fusese construită după modelul bisericilor romano-catolice, proiectul a fost executat de arhitectul vienez Veisman. Pentru construcția ei boierul Panait a invitat din Galiția 300 de negustori armeni, intenționând să facă o biserică catolică dar negustorii armeni nu au venit și atunci ea a fost sfințită ca una ortodoxă, fiind supusă Episcopiei Hușilor. Unul din pictorii care au zugrăvit biserica a fost originar din Bălți – Austafiu. El a pictat iconostasul și o parte din cupole. Aptitudinile sale au fost observate de Potemkin de Tavria, care la trimis la Academia de Arte din Viena. Dar despre soarta lui de mai departe nu se cunoaște nimic.
„Condica liuzilor” de la 1803 înregistrează în Târgul Bălți din Ocolul de peste Răut, ținutul Soroca, 120 de gospodării, cu un impozit anual de 1464 lei.
La sfârșitul secolului al XVIII începutul și secolului al XIX administrația locală în târgul Bălți era reprezentată de căpitan de târg (menționat pentru prima dată la recensământul din 1774) care avea funcția de asigurare a ordinii publice, soluționarea conflictelor între locuitori și a litigiile neînsemnate. Căpitănia de la Bălți era amplasată în zona în care atestăm o mișcare masivă a populației, în special în timpul războaielor ruso-turce. În perioada 1809–1810 au fost elaborate listele slujitorilor căpităniilor din Moldova, care conțin și numele celor din Bălți. În total sunt enumerate 24 de persoane, scutite de unele dări, dar datornice să păstreze diverse munci în folosul târgului: Chiriac cel bătrân, Vasâli Barbul, Ioan Barbul, Timofti Sămonii, Dumitru lui Chiriac, Acsânte Culecă, Sămion Zmău, Ștefan Zmău, Timofti Chior, Gheorghe Chipocuți, Enache a lui Chiriac, Toader Durni, Ion Rusanoțchi, Ion al stigarului, Gheorghe Cordunianu, Pavel Alăgică, Ion Spătarul, Ion Culecă, Irimie, Tricu Lexii, Ion Bocăncă, Sămion Tache, Ioan Slănină, Petre Rus.

## Perioada țaristă

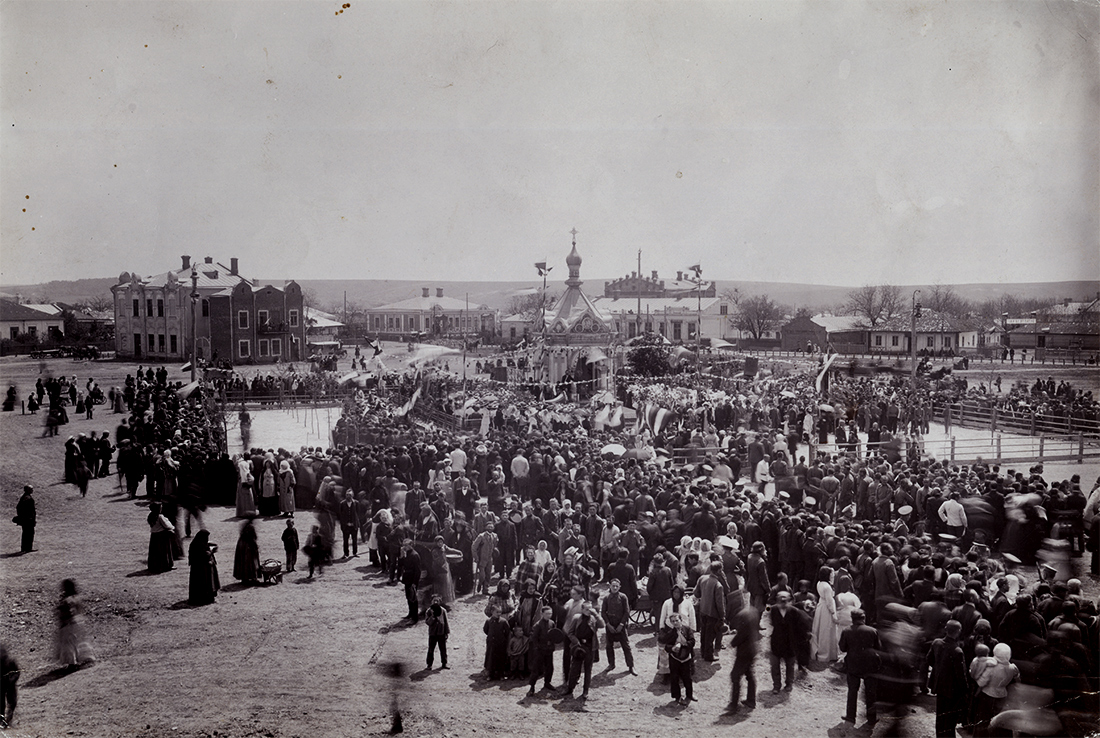
Vedere din piața Bodescu din Bălți cu pelerinii veniți la procesiunea icoanei sfinte de la mănăstirea Hârbovăț în 1910.

În anii 1806 - 1812 a avut loc războiul ruso-turc în care a învins Imperiul țarist. Conform Tratatului de la București partea de est a Moldovei, dintre râurile Prut și Nistru, a fost anexată de către Imperiul Rus. Noua provincie s-a numit Basarabia. 
În anul 1817, autoritățile ruse organizează recensământul fiscal și depunerea jurământul de credință fața de țar. În cadrul recensământului, târgul Bălțile a fost inclus în categorie localităților bogate (notate cu litera A), fiind numărați 3 preoți, 1 diacon, 2 dascăli, 1 pălămar, 3 mazili, 12 ruptași, 262 gospodari (cap de familie), 14 văduve, 36 burlaci, 42 dugheniți (mici comercianți) creștini și armeni, 244 evrei. Moșia aparținea comisului Alexandru Panait, care poseda 450 fălci de fânaț, 550 fălci de terenuri arabile, 1300 fălci de imaș (pășunat). Amplasat pe râul Răut, bogat în pește pentru pescuit.
În anul 1819, postul de căpitan de târg este lichidat, iar funcțiile au fost puse pe seama ocolașului.
Structura lingvistică a populație în 1897
     Limba română (17,1%)
     Limba idiș (55,8%)
     Limba rusă (19,9%)
     Limba ucraineană (3,6%)
     Limba poloneză (2,8%)
     Nedeclarată (0,5%)
     Alte etnii (0,3%)
În anul 1897 în Imperiul Rus are loc primul recensământ general care s-a desfășurat pe întregul teritoriu. În orașul Bălți au fost înregistrați 9537 de bărbați și 8941 de femei, în total - 18478 locuitori. Din punct de vedere lingvistic, în calitatea de limba maternă, limba idiș a fost declarată de 10323 persoane, limba rusă - 3627 per., 3157 pers. – limba română, 581 pers. – limba ucraineană, 533 pers. – limba poloneză, 103 per. – limba germane, 50 pers. – limba armeană, 25 pers. – limba tătară, 16 pers. – limba greacă, 12 pers. – limba belarusă, 7 pers. – limba bulgară, 6 pers. – limba țigănească, 3 pers. – limba turcă, 1 pers. – limba georgiană. Nu și-au declarant limba maternă 5 persoane și 29 vorbesc o altă limbă decât cele enumerate.
Din 1907 la Bălți a activat Ion Pelivan, fiind numit în postura de locțiitor, apoi și de judecător . În scurt timp, el adună un mare grup de luptători pentru libertatea ținutului natal: Porfirie Fală, Dumitru Vrabie, Nicolae Stamati, Emanoil Catelly, Nicolae Borcea, Simion Murafa, Ion Buzdugan etc. Sub influența acestui grup cu sentimente naționale, intelectualii locali, devin mai conștienți în privința originii naționale și încep a utiliza limba română în instituțiile publice din Bălți . Procesele judiciare în care erau implicați țăranii moldoveni, Ioan Pelivan le examina în română, refuzând serviciul translatorului oficial.
Pelivan întemeiază la bibliotecă orășenească secția cu cărți românești din diferite domenii: istorie, literatură, știință. La această secției cititorii aveau acces la revistele ci „Viața Românească” (Iași), „Convorbiri literare” (București), ziarele „Universul”, „Viața Națională”, etc. Secția respectivă a bibliotecii a contribuit la trezirea și cultivarea conștiinței naționale a tinerilor moldoveni din Bălți. Ion Pelivan editează la șapirograf un abecedar rus-român cu elemente de ortografie și gramatică. La Bălți, s-a format un nucleu puternic de rezistență națională, care putea să țină piept presiunii curentului de deznaționalizare și rusificare promovat de autoritățile locale.
Autoritățile aveau o atitudine antagonistă față de acțiunilor lui Pelivan și susținătorilor săi. Astfel s-a înscenat un proces învățătorului Porfirie Fală, pe care l-au alungat din învățământ pentru că a instruit copiii în limba maternă - româna. Datorită lui Pelivan, Fală a fost restabilit în serviciu. Pentru motive similare, a fost pedepsit și învățătorul Ion A. Buzdugan, iar Th. M. Ciugureanu a fost întemnițat. 
La 16 mai 1912 autoritățile orășenești au organizat o sărbătoare cu ocazia centenarului de la anexiunea Basarabiei de către Rusia, iar Ion Pelivan a îmbrăcat o haină de doliu, purta o cocardă tricoloră cernită, (în unele surse – o brățară de doliu). Au urmat anchetările urmate de demisia lui Pelivan din magistratură, și se înscrie în baroul avocaților din Bălți . În 1916 este mobilizat în armată, având gradul de căpitan 
și ajunge și pe frontul român, unde va lucra în interesele soldaților basarabeni .

## Unirea cu România
După revoluția din februarie 1917, în Bălți se întoarce Ion Pelivan, având o serie de întâlniri publice, în oraș și în satele din județ. La 30 aprilie 1917, la inițiativa a 10 intelectuali moldoveni și Ion Pelivan s-a ținut o adunare a moldovenilor, la care au participat circa 300 de persoane din Bălți și împrejurimile lui, pentru a informa publicul cu privire la importanța evenimentelor din țară. Adunarea s-a sfârșit cu aprobarea programul Partidului Național Moldovenesc, iar Ion Pelivan a fost numit în funcția de președinte al Comitetului ținutal Bălți.
Începând din vara anul 1917, un rol de primă importanță în cadrul mișcării naționale încep să-l joace militarii moldovenii înrolați în armata rusă. Comitetele soldaților și ofițerilor moldoveni formate în principalele localități basarabene, inclusiv și la Bălți . Tot în 1917, revine în Basarabia Ion Pelivan, care a avut un rol important în pregătirea unirii, fiind creatorul primei grupări naționale din orașul Bălți. În 1917 a fost ales chiar președinte al Sfatului Țării, însă pentru a-l atrage în activitățile vizând realizarea unirii . Datorită activității lui Ion Pelivan, județul Bălți a fost primul județ din Basarabia, care s-a pronunțat pentru Unirea Basarabiei cu România . În octombrie în județul Bălți staționau 2 regimente de cazaci care devastau și jefuiau tot avutul țăranilor. De aceea, la 18 noiembrie a avut loc congresul țărănesc la care s-a decis să informeze Sfatul Țării cu privire la situația groaznică din județ. Congresul scoate o rezoluție prin care se adresează Sfatului Țării, cerându-i să evacueze regimentele de cazaci de pe teritoriul județului. Hotărârea congresului țărănesc este adusă la cunoștința Sfatului de către delegatul Trofim, cu ocazia deschiderii Sfatului Țării al 21 noiembrie 1917 . În decembrie, la Bălți s-a naționalizat Drujina nr 487, unitate militară în cadrul Directoratului General al Forțelor Armate. Fiind compusă numai din moldoveni drujina era comandată de Anatolie Popa . 

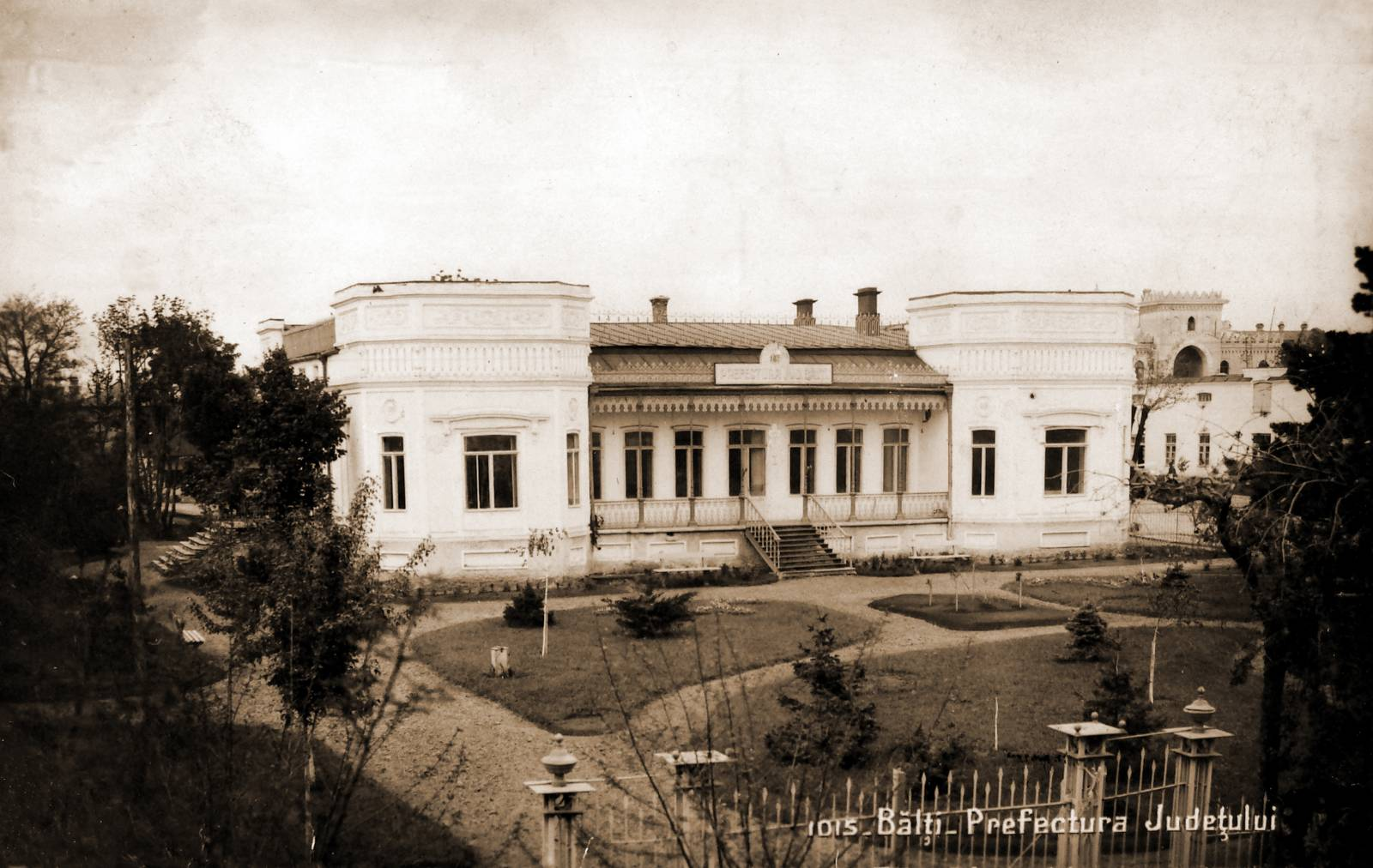
Casa Bodescu, sediul zemstvei județene care a votat în favoarea unirii cu România, 3 martie 1918

La începutul lunii ianuarie 1918, la Chișinău, se organizează Frontotdelul - comitet bolșevic, în frunte cu Perper, Kaabak ș.a. Cu sprijinul unor unități militare ruse bolșevizate scăpate nedezarmate de pe frontul românesc și a unei garnizoane, aceștia au încercat să preia controlul politic asupra Chișinăului și a Basarabiei în întregime. La Bălți, Frontotdelul a impus conducători militari din rândurile acoliților săi. Pentru a restabili situația, la dispoziția Consiliului Directorilor Generali al Republicii Democratice Moldovenești a venit un detașament de voluntari ardeleni. Bandele comitetului bolșevic au atacat eșalonul în Chișinău și au arestat mai mulți membri ai conducerii republicii, înviindu-i în trădare. Frontotdelul considera elemente contrarevoluționare, directorii generali, deputații moldoveni separatiști (acei presupuși că vor unirea cu România), comandanții de unități moldovenești, boierimea, preoțimea și toți intelectualii regimului vechi și îi spiona, pentru a fi arestați și făcuți inofensivi. La Bălți, și în alte orașe basarabene, Frontotdelul a declarat starea de asediu. Orașul era împânzit de patrule militare, intrările/ieșirile din oraș erau controlate de forțele armate devotate comitetului revoluționar. În aceste condiții guvernul moldovenesc a fost nevoit să ceară ajutor militar din partea României. Guvernul român a acceptata cerea și la 8 ianuarie trupele românești au trecut Prutul. În direcția Bălțiului au operat Divizia 2 Cavalerie și Brigada V Călărași. 
La 3 februarie 1918, 18 țărani membri ai Zemstvei județului Bălți, au pregătit o cerere, pe care au înaintat-o la 2 martie Președintelui Adunării Generale a Zemstvei județene (Consiliul județean). În această cerere, ei și-au exprimat dorința de „a se uni cu țara noastră mamă, România” . La 3 martie 1918 zemstva județului Bălți, sub președinția lui Costache Leancă, s-a proclamat în unanimitate în favoarea unirii Basarabiei cu Vechiul Regat, cerând Sfatului Țării să grăbească Unirea cu Patria-mamă . Totodată, Zemstva județeană s-a adresat Regelui Ferdinand I, exprimându-și dorința pentru «sfânta, mântuitoarea, mult dorita și veșnica unire cu țara-mamă România» .

## În componența României Mari

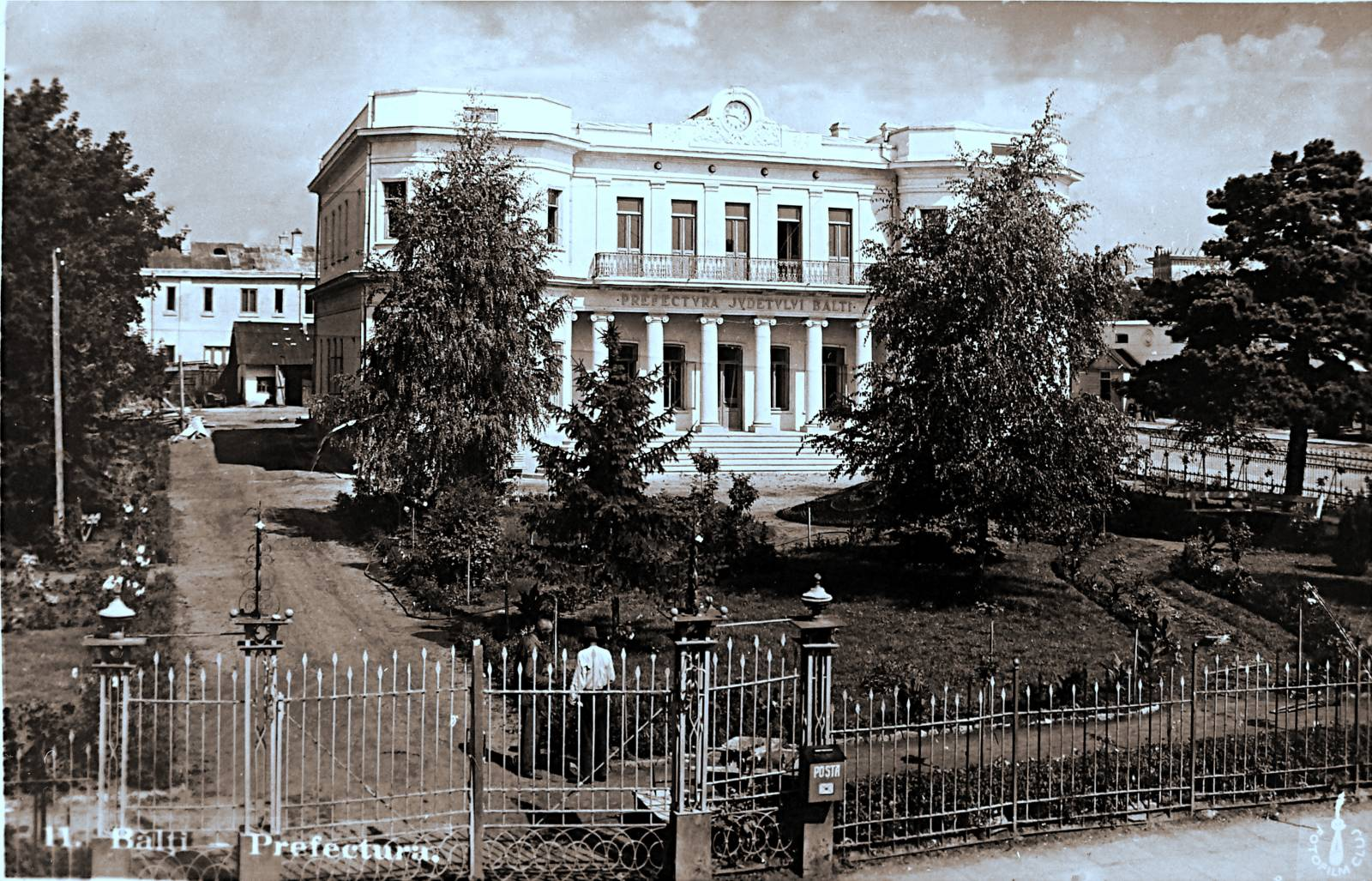
Prefectura județului Bălți în perioada interbelică, după reconstrucția din anul 1934

### Vizita familiei regale în 1920
Între 15-24 mai 1920, Regele Ferdinand I a întreprins o impresionantă vizită în Bucovina și Basarabia, oprindu-se în localitățile Ițcani, Suceava, Putna, Rădăuți, Cernăuți, Noua Suliță, Hotin, Bălți, Chișinău, Cetatea Albă, Șaba, Leipzig, Basarabeasca, Valul lui Traian, Bolgrad, Reni și Ismail. Pentru prima dată regele venea în Basarabia după unirea din 1918, afirmând printr-un gest simbolic prezenta autorității regale în provincie. Gestul era foarte important, deoarece, din punct de vedere al dreptului internațional, statutul Basarabiei în acea perioadă încă nu fusese hotărât definitiv.
La 19 mai 1920, în dimineața miercurii, Regele Ferdinand I a sosit în Gara Pământeni din Bălți, fiind întâmpinat de către autoritățile orașului și mii de reprezentanți ai diferitor stări sociale din localitate și județ. Regina Maria a rămas în vagonul regal din cauza unui mic traumatism suferit anterior. Printre personalitățile notabile locale prezente să-și întâmpine Regele și Regina au fost prefectul județului Bălți, Ion Ionescu, primarul Grigore Sadovici, medicul primar Emilian Buzenchi, directorul Liceului „Ion Creangă”, Nicolae Palamaru și alții. Aici se afla de asemenea și o delegație de țărani din județul Soroca în frunte cu prefectul V.B. Boutmy. Ziarul „Gazeta Bălților” face următoarele consemnări: „Trăsuri împodobite cu flori, cu tricoloruri, treceau grăbite spre gară, ducând în ele lume după lume. Domnii în ținută de gală, doamne încărcate de buchete, ofițeri plini de decorații, se grăbeau cu toții să ajungă mai curând să vadă pe oaspeții așa de iubiți, așa de mari”.
Popasul la Bălți se datora aflării aici a reședinței Episcopiei Hotinului și faptului că Zemstva din Bălți s-a pronunțat în favoarea unirii la 3 martie 1918, fiind un oraș în plină dezvoltare economică.

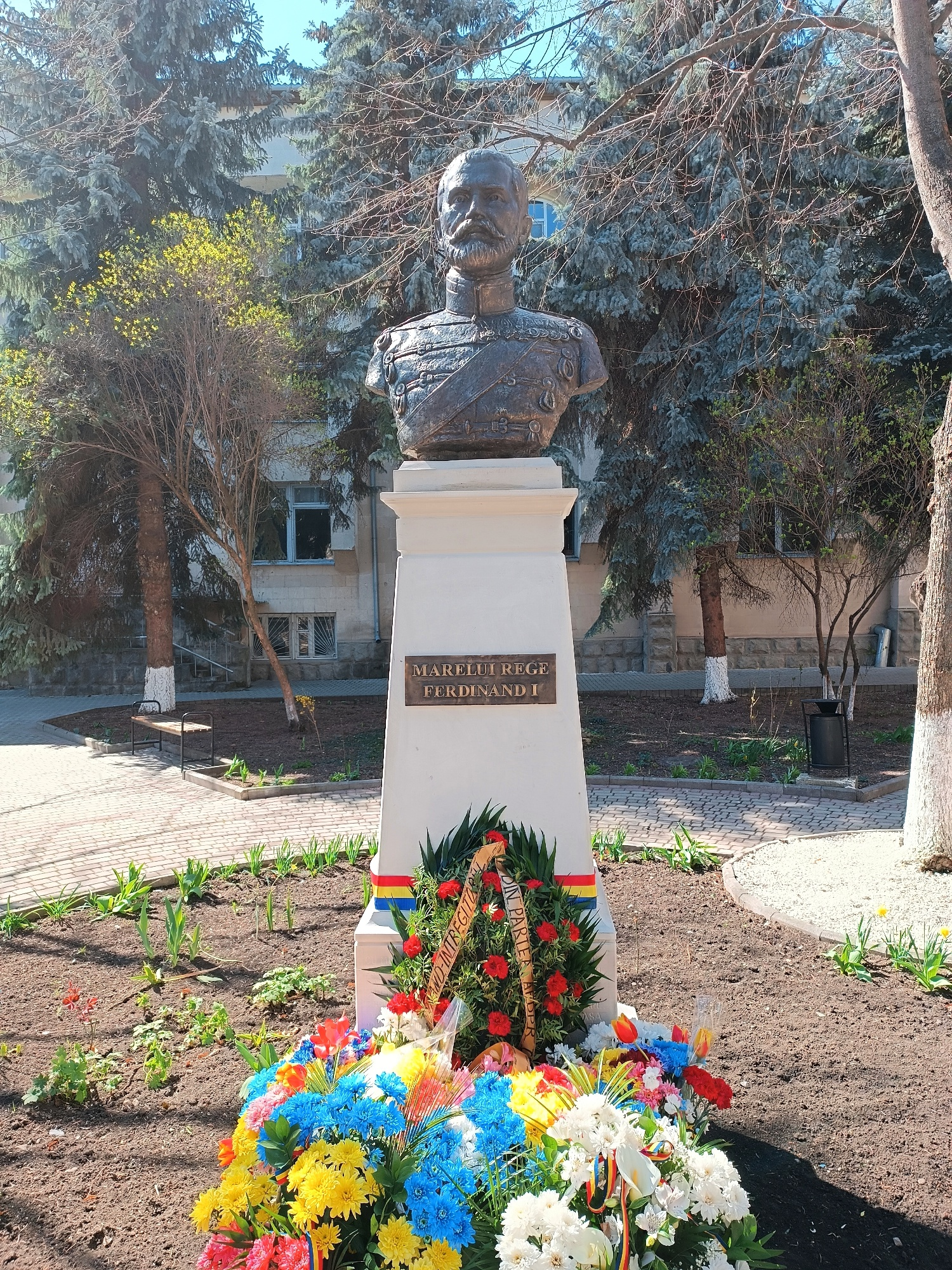
Bustul Regelui Ferdinand I inaugurat la Bălți în 2023

După primirea de la gară, Regele, principesa Elisabeta, fiica cea mai mare, alături de generalul Alexandru Averescu și suita guvernamentală, a luate parte la un serviciu divin, oficiat la Catedrala Sfântul Nicolai, de un sobor de preoți în frunte cu protoiereul Vladimir Dimitriu. Ulterior,  Regele a asistat și la serviciile religioase de la Sinagogă și bisericile comunităților poloneze și armene din oraș. Activitățile solemne au culminat cu defilarea elevilor școlilor, a reprezentanților orășenilor și sătenilor din multe localități ale județului și ale trupelor militare în frunte cu generalul de divizie Ioan Jitianu. Atmosfera de sărbătoare a bălțenilor participanți la defilare a fost menținută și de renumitul Cor al Societății culturale „Simion Murafa” sub conducerea dirijorului George Paranici, profesor de muzică de la Școala Normală. Apoi, Suveranul a vizitat Spitalul Zemstvei din localitate.
În drum spre Cercul Militar, privirile regelui și ale persoanelor care-i însoțeau au fost atrase de casa învățătorilor Poclitaru foarte frumos împodobită cu scorțuri pe motive românești (Elena Poclitaru – învățătoare de română la Liceul evreiesc de fete „E. Gheșche” și Mihail Poclitaru – învățător de muzică la Liceul de băieți „Ion Creangă”). Surprinși de emoțiile provocate de interesul înalților oaspeți față de casa lor, învățătorii i-au invitat în interior. În rezultatul convorbirii, s-a aflat că ambii învățători, după 25 de ani de dăscălie în Macedonia, au preferat să-și continue lupta pentru românism în Basarabia.ref name=vrabie></ref>
La Cercul Militar, unde înalții oaspeți au luat masa, președintele Zemstvei județene Hinculov a menționat că Zemstva de Bălți a fost cea dintâi care a votat Unirea cu Patria Mamă. În cuvântul său de răspuns Regele Ferdinand I printre altele a remarcat: „Dați-mi voie să vă mulțumesc pentru sentimentele de dragoste ce mi le exprimați și să socot prea scumpe momentele pe care le trăiesc în mijlocul Dumneavoastră aici. ... Sunt prea fericit că am regăsit aici pe aceia care au rămas de-a pururi un neam, unul și nedespărțit...” Prin mulțimea celor 200 de invitați la banchet a mai fost prezent și „bătrânul” Nicolai Stamate – fiul renumitului poet Cavaler Costache Stamate, arătând în convorbirea cu regele fericirea acestei zile mari și neuitate pentru cărturarii basarabeni, care au mai putut păstra în suflet dragostea de limbă și de națiune.
Spre seară, oaspeții regali au plecat cu trenul spre Ungheni, fiind însoțiți cu aceleași aclamații, urale și muzică. În ziua plecării din Bălți, Regina Maria scrie următoare: „Nando și Lisaveta au vizitat Bălți, unde au avut o extraordinar de călduroasă primire. Eu am auzit doar de departe ecourile”.

### Ajutor pentru refugiați
La 1 noiembrie 1920, la Bălți își începe activitatea Comitetului pentru ajutoare refugiaților din Rusia bolșevică. Astfel de comitete activau la Chișinău, Cernăuți, Iași, iar la București funcționa o Reprezentanță specială. Refugiații au fost documentați în „Registrul de ieșire al Comitetului pentru ajutorarea refugiaților aflați în oraș și județul Bălți”. Registrul notează ajutorarea refugiaților de către Primăria Bălți, diferite organizații, populația locală. Numărul real al refugiaților nu se cunoaște, decât cei înscriși în registre. Au fost cazuri când s-a înregistrat sosirea a 36 și 46 de oameni, în rest figurează câte 2 - 3 persoane (o familie). De aceștia au fost cel puțin 40 - 50 de cazuri. Reieșind din suma donațiilor bălțenilor de 110000 lei și 12000 ruble, iar unui refugiat i se rezervau 1000 de lei, s-a dedus că prin Bălți au trecut 350 - 400 de refugiați ruși care au primit ajutor material  Pentru a informa populația autohtonă cu privire la situația refugiaților, dar și despre soarta acestora, administrația locală a editat peste 400 de afișe. Bălțenii depuneau banii la contul Comitetului. Cea mai mică sumă donată constituie 2 lei, 40 de bani, iar cele mai mari era de circa 10000 de lei. Astfel, se poate afirma că la acțiunea dată au participat nu doar bălțenii înstăriți dar și cei nevoiași. În afară de bani, populația aducea la sediul Comitetului făină, ulei vegetal, legume, fructe, mirodenii, sare, plăpumi, cearșaf, etc. Probabil, Comitetul pentru refugiați a activat până în anul 1923 . Conform unor surse în Bălți au fost înregistrați cel puțin 8300 de refugiați. 
Serviciul de acordare a asistenței medicale cuprindea 6 spitale de stat, 1 spital și 2 sanatorii particulare, de asemenea erau aparate radiologice.

### Recensământul din 1930
Componența lingvistică (limba maternă) a populației municipiului Bălți în 1930
     Limba idiș (45,5%)
     Limba română (28,1%)
     Limba rusă (21,7%)
     Limba poloneză (2%)
     Limba ucraineană (1,1%)
     Alte limbi (1,6%)
În anul 1930, pe 29 decembrie, se desfășoară primul recensământ pe teritoriul României întregite. Potrivit acestui recensământ, în municipal Bălți locuiau 30.570 de persoane, inclusiv 14.229 erau evrei, 8.868 români, 5.426 ruși, 981 polonezi, 290 germani, 280 ucraineni, 158 armeni, 70 unguri, 42 greci, 33 țigani, 31 bulgari, 30 iugoslavi, 9 cehi și slovaci, 6 turci, 6 găgăuzi, 2 albanezi, 1 tătar, 92 persoane aparțineau altor naționalități și 36 oameni nu și-au declarat naționalitatea. 
Din punct de vedere lingvist, în calitate de limbă maternă 8.601 locuitori au indicat limba română; 13.912 loc. - limba idiș; 6.626 loc. - limba rusă; 622 loc. - limba poloneză; 350 loc. - limba ucraineană; 251 loc. - limba germană; 68 loc. - limba maghiară; 24 loc.- limba țigănească; 21 loc. - limba armeană; 20 loc. - limba bulgară; 19 loc. - limba greacă; 10 loc. - limba sârbă/croată; 10 loc. - limba turcă/tătără; 4 loc. - limba cehă/slovacă și 32 persoane nu și-au declarat limba maternă.

### Evoluția economică
Importanța orașului Bălți, un însemnat centru de prelucrare a produselor agricole și al exportului de cereale, sporește în legătură cu terminarea construcției în 1923 a tronsonului de cale ferată Ungheni-Bălți. În același an orașul devine locul de reședință a Episcopiei Hotinului. Acum la Bălți se înregistrează cel mai rapid tempou de dezvoltare economică și arhitecturală dintre toate centrele urbane din Basarabia .

### Cultura
În această perioada Bălțiul devine un important centru cultural în Basarabia. În 1934, este inaugurat teatrul „La Scala” undea aveau loc zeci de spectacole, concerte, ceremonii conferințe, serate literare, întâlniri cu oamenii de cultură. Teatrul avea o fațadă cu 6 coloane rotunde, acoperiș cafeniu de tablă, două foaiere, scenă, balcon, cabine de machiere, ateliere. În incinta teatrului a avut loc zeci de spectacole, concerte, întâlniri cu oamenii de cultură, conferințe. Astfel, pe 17 septembrie 1935 Sala de Cinema Lux găzduiește conferința marelui romancier Liviu Rebreanu închinat operei lui George Coșbuc. Orașul a fost inundat de afișe, care anunțau venirea lui Rebreanu la Bălți. Sala a fost arhiplină, de cei care doreau să-l asculte pe marele scriitor român. Vizita lui Liviu Rebreanu a fost un eveniment important în viața culturală a orașului Bălți. Pe scena teatrului Scala au evoluat bălțenii Iza Kremer, cântăreață de muzică ușoară (soprano), care a rămas în memoria contemporanilor ca cea mai strălucită stea pe care a dat-o Basarabia în acest gen de activitate, Eugenia Babad-Cioculescu - cântăreață de operă mezzo-soprană; actorii - Vasterman, Ardatov, Zigmund Mărgulescu etc. Publicul bălțean i-a răsplătit cu aplauze furtunoase pe vestita Maria Tănase, marea actriță Maria Filotti, genialul George Enescu; „veșnicul tânăr” Gică Popescu. Scala a găzduit turneele „Ateneului popular” din Iași (conducător artistic Vasile Popovici), teatrul Cărăbuș (Constantin Tănase).Concomitent, lângă teatru au fost construite și două cinematografe „Modern” și „Lux”. 
În Bălți funcționa Biblioteca „Isac Șterenberg”, deschisă în fiecare seară de la ora 17 până la 21, prețul unui abonament era de 2 lei. Doritorii de avea cărți proprii le puteau procura Librăria Românească, Librăria Progresului și Librăria Papetăria „Centrală”.

## Eliberarea
Unități ale Armatei a 11-a germană au sosit la 17 iulie în orașul Bălți, iar la mijlocul lui iulie, forțele germane și românești de sub controlau întreg nordul Basarabiei. În urma eliberării Basarabiei, Regimul Antonescu a oferit acestui teritorii o organizare aparte, ca și Bucovinei, constituind o provincie administrativă, cu personalitate juridică și bugete proprii. Provincia era condusă de un guvernator care avea calitatea de administrator general și era împuternicitul Conducătorului Statului în regiune 

## Perioada sovietică

### Lagărul de prizonieri
Pe teritoriul municipiului Bălți au existat două lagăre de prizonieri – unul numit „obișnuit” altul „cu regim forțat” . Cel obișnuit se afla pe actualul teritoriu al Combinatul de Blănuri. Cel cu regim forțat având un număr de înmatriculare 103, se afla pe teritoriul unității militare din strada Ștefan cel Mare și parțial pe teritoriul penitenicarului preventiv. Lagărul obișnuit a apărut în august 1944, în care staționau mii de prizonieri de diferite naționalități: români (inclusiv basarabeni) germani, unguri, italieni, cehi, polonezi . Dezastrul, foametea și bolile au secerat într-un răstimp scurt viața mai multor mii de oameni. 

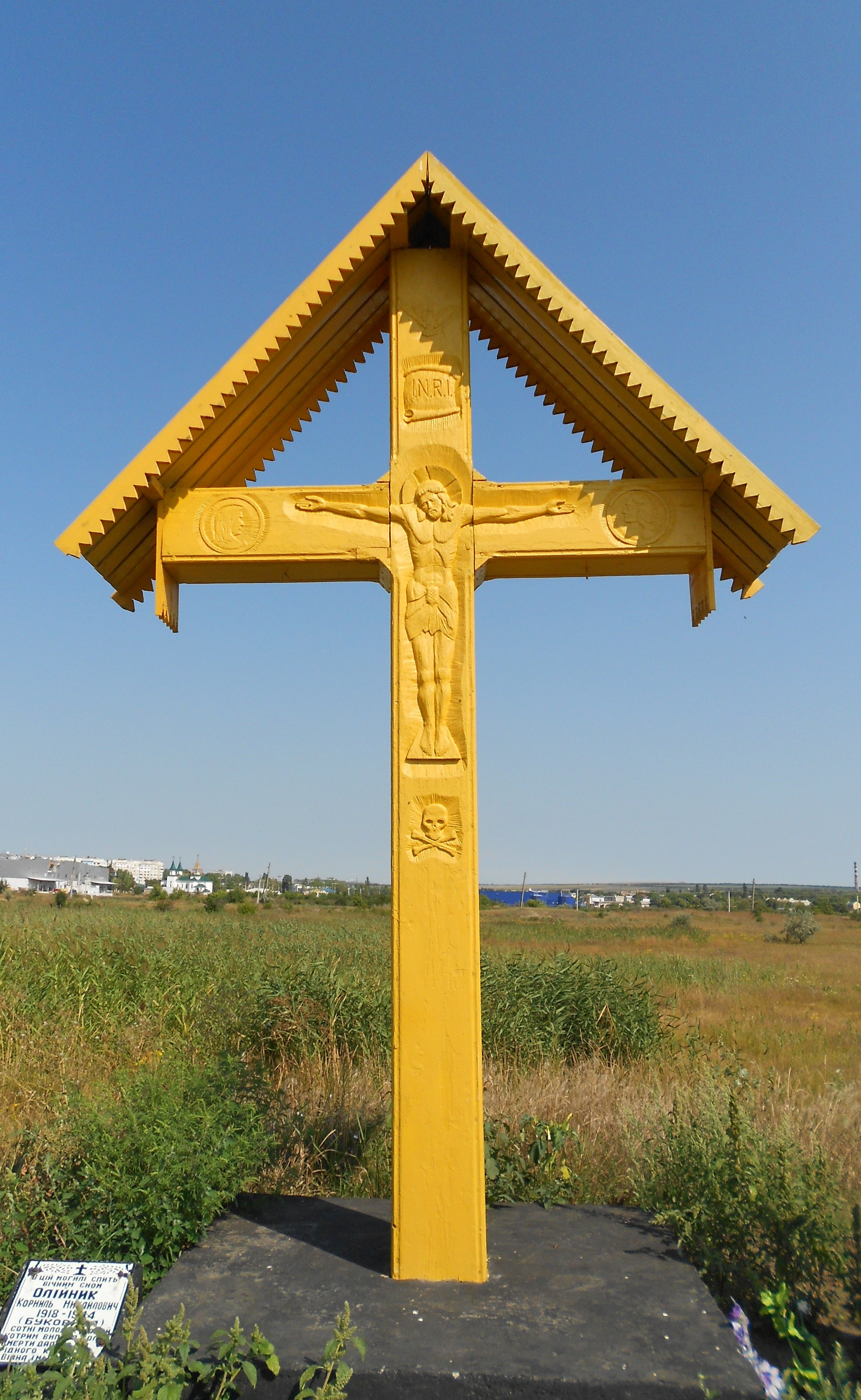
Troiţa înălțată pe locul unde au fost găsite osemintele deținuților

Circumstanțele agravante și atitudinea față de prizonieri a condus la nimicirea lor în masă. Morții erau aruncați în câteva pâlnii provenite din explozii de bombe din valea Răutului . E greu de spus care e numărul exact a celor care și-ai sfârșit viața acolo. Lagărele se aflau în directa subordine a NKVD-ului. În aceste lagăre prizonierii erau deținuți de la 2 – 3 luni până la câte un an, dacă supraviețuiau erau trimiși în lagărele din interiorul U.R.S.S-ului .
În lagărul zis obișnuit cei mai mulți erau români și moldoveni din armata română. Când s-a aflat în oraș și în satele vecine de prezența moldovenilor și românilor, rudele și apropiații au început să facă vizite, demersuri prin instanțele militare pentru a obține eliberarea, le aduceau mâncare și haine. Astfel, că se produce o anumită dezordine în jurul lagărelor .
Majoritatea deținuților care au supraviețuit în condițiile inumane au fost deportați departe de Moldova, în lagărele din Siberia și Kazahstan.
Un număr neînsemnat a fost lăsat să rămână în Moldova. 25 de prizonieri formau un detașament care lucra la restaurarea Combinatului de Mobilă. Au lucra un an și ceva fără a li se permite să se ducă măcar odată acasă, deși unii erau chiar din Bălți.
În lagărul cu regim forțat au fost deținuți mai mulți străini și mai puțini români, din 1944 și până în 1948. În acest răstimp, prizonierii au servit brațe de muncă la combinatele de bere, de zahăr, de spirt, la Uzina mecanică de utilaj agricol, la aeroportul local. Îndeplineau tot felul de munci sub supraveghere .
Într-o zi de joi, la 7 mai 1992 din inițiativa redacției ziarului local Curierul de Nord, în lunca Răutului, unde au fost descoperite osemintele foștilor lagăr de concentrare de pe teritoriul Combinatului de Blănuri, a fost sfințită o troiță. Crucea din lemn de brad a fost meșterită de Pavel Curatu și Maxim Odagiu. La ceremonie au fost prezenți atât foști deținuți rămași în viață, cât și rudele celor care nu s-au mai întors din lagăr .

### Deportări
La fel ca și 1940, ocupând orașul pentru a doua oară, sovieticii au trecut la deportări. La 6 iulie 1949, din orașul Bălți au fost deportate 207 familii de așa-ziși „chiaburi”, iar din raionul Bălți, dintr-un total de 26 de sate - alte 154 de familii. Deci, în total 362 de familii, cu 15 mai multe decât s-a indicat în Hotărârea nr. 509 a Consiliului de Miniștri al RSSM. Cele 154 de gospodării țărănești, din raionul Bălți, au fost supuse jafului din partea sovieticilor . Ei au confiscat inventarul agricol, mobila din case, terenurile agricole, animalele domestice și alte bunuri materiale. Datorită confiscărilor au fost posibilă crearea colhozurilor și sovhozurile în localitățile respective. În total au fost confiscate 180 de case în valoare de cca 600.00 de ruble, 76 au fost transmise colhozurilor, 9 au fost transformate în cluburi, 3 transmise SMT-urilor, iar 92 de case au fost transmise sovietelor sătești . Pe 15 septembrie 1944, asupra județelor Bălți, Orhei și Soroca a fost extinsă Legea impozitului agricol a URSS din 1939, iar la 16 septembrie țăranii basarabeni au fost obligați la impozitul agricol militar - 150 de ruble pe an. În anul următor, la 8 ianuarie, guvernul sovietic adoptă o hotărâre prin care stabilește cota maximă de teren arabil pe care o poate deține un țăran. Astfel, locuitorii din județele Bălți puteau avea în proprietate până la 10 hectare, surplusurile erau naționalizate .
În noaptea spre 1 aprilie 1951 a avut loc un nou val de deportarea, Operațiunea Nord. Au deportați adepții cultului Martorii lui Iehova, cât și unii reprezentanți altor culte minoritare. Din raionul Bălți au fost ridicate 11 familii, însumând 37 de persoane .

### Dezvoltarea socio-economică
În perioada postbelică orașul Bălți își menține statutul de cel mai important centru industrial și cultural din nordul Republicii Sovietice Socialiste Moldovenești.
În 1969 conform estimărilor populația orașului constituia circa 91 100 locuitori. În localitatea funcționa 35 de unități industriale. Ramurile principale ale industriei erau: industria alimentară (combinatul de ulei și grăsimi, cel mai mare din RSSM, combinatul de carne, de spirt și zahăr, de produse de panificații; fabrici de vinuri și coniacuri, de bere de produse lactate, de pâine), industria ușoară (combinatul de blănuri, fabricile „40 de ani ai RSSM”, și „Ciocârlia”), industria constructoare de mașini și electrotehnică (uzina de mașini agricole, electrotehnică, de armaturi electrice pentru iluminat), industria materialelor de construcție (fabrici de piese prefabricate din beton armat și de panouri mari, de ghips, de materiale de construcție). La Bălți funcționează o termocentrală, 2 silozuri pentru cereale, fabrici de hidroliză și drojdii, de mobilă, de calibrare a porumbului ș.a. 
Structura etnică a populației orașului Bălți în 1989
     Moldoveni/români (40,7%)
     Ucraineni (26%)
     Ruși (24,4%)
     Evrei (5,6%)
     Belaruși (2%)
     Găgăuzi (0,4%)
     Bulgari (0,3%)
     Romi (0,2%)
     Germani (0,1%)
La sfârșitul anilor 60 funcționau circa 350 de unități comerciale, dintre care: 193 magazine, 127 întreprinderi de alimentație publică etc. 
În sistemul de sănătate funcționau 6 așezăminte spitalicești cu 1430 de paturi. Populația era deservită de 6 policlinici, 353 medici și 1158 de lucrători cu studii medicale medii. Școală de felceri și moașe. Casă a lucrătorilor medicali. 
În oraș funcționează institutul de cercetări științifice în domeniul selecției, seminologiei și agrotehnicii culturilor de câmp. Oamenii de la acest institut obținuse soiuri noi de culturi: grâul de toamnă „Bălți 32”, soi „Biruința 12”, bine-cunoscute atât în republică cât și în străinătate. 
Domeniul culturii era reprezentat de Teatrul muzical dramatic moldo-rus „Vasile Alecsandri”, Muzeul interraional de studiere a ținutului, 26 de biblioteci (circa 500 mii de volume), 16 cluburi, 4 cinematografe, Casa lucrătorilor de învățământ, Palatul pionierilor și școlarilor. Presa locală era supusă cenzurii și apărea doar un singur ziar- Komunist - numit organ al Comitetului orășenesc de partid și ai Sovietului de deputați din Bălți. La cele 32 de școli de cultură generală învață peste 20 de mii de elevi. Există o școală medie politehnică, o școală de muzică și una de medicină, în care învață peste 2 mii de persoane. Institutul pedagogic de Stat „Alecu Russo” la care își făceau studiile peste 6500 de studenți, avea numai patru facultăți: filologie, științe fizico-matematice, limbi străine și pedagogie. 
Până în 1969 suprafața fondului fondul locativ a crescut de 6,4 ori în comparație cu anul 1945. La periferia orașului cresc cartierele Jubliar și Comsomolist cu blocuri de 4 - 5 etaje. În jurul orașului se formează o zonă verde pe o suprafață de mii de hectare .
În anul 1988 din cele 17 școli din Bălți doar una era cu predare în limba română (moldovenească).
La ultimul recensământ realizat în perioada sovietică, din 1989, în orașul Bălți au fost înscriși 157068 locuitori, inclusiv: moldoveni/români - 63876 pers.; ucraineni - 40804 pers.; ruși - 38309 pers.; evrei - 8903 pers.; belaruși - 1257 pers.; găgăuzi - 534 pers.; bulgari - 426 pers.; romi - 305 pers.; germani - 177 pers. și 2477 persoane de alte etnii.

## După independență
După proclamarea independenței Republicii Moldova la 27 august 1991, autorități separatiste în frunte cu Igor Smirnov, ajutați de Armata a 14-a rusă și de către cazaci, și-au creat propriul stat - Republica Moldovenească Nistreană. În aceste condiții la 2 martie 1992 începe conflictul militar de pe Nistru. Acordul de încetare a focului a fost semnat la 21 iulie 1992 de către Republica Moldova și Federația Rusă . Printre victimele războiului pentru integritatea țării se numără polițiștii bălțenii: Sergiu Ostaf; locotenent superior de poliție Anatol Calmațiu (41 ani; a căzut aflându-se la postul nr. 1 din preajma satelor Cocieri și Corjova din cauza unei explozii de proiectil) și sergentul de poliție Alexandru Babinschi (răpuns de un glonte) . La 20 iunie 1992 în timpul luptelor de pe Nistru au căzut doi militari: căpitanul Vladimir Macarciuc și locotenentul major Valeriu Nazarco, având vârsta de 37 de ani și, respectiv, 34 de ani. Conform datelor Centrului Militar din Bălți, la războiul cu separatiștii au participat circa 800 de bălțeni, inclusiv circa 400 de militari ai Brigăzii de Infanterie „Moldova” din Bălți .
La 12 februarie Monumentul lui Lenin a fost transferat de pe Piața Independenței pe teritoriul Comisariatului militar. 
La 19 mai 1992, Bălțiul este vizitat de președintele României, Ion Iliescu, și președintele Republicii Moldova, Mircea Snegur. La marginea orașului ambii președinți au fost întâmpinați de delegați Primăriei Bălți în frunte cu primarul Vladimir Tonciuc. La Combinatul de Blănuri, cu vizitarea căruia a derulat programul, s-au purtat discuții cu salariații și au fost demonstrate modele fabricate la combinat. Apoi președinții au ținut calea spre Teatrul Național Vasile Alecsandri unde s-au întreținut cu actori, regizori. Vizita a continuat pe câmpurile experimentale ale A.Ș.P. „Selecția”. După amiază președinții României și Republicii Moldova au plecat spre Chișinău. La Bălți Ion Iliescu a anunțat despre pregătirea unui „Tratat de fraternitate” între România și Republica Moldova .
În 1995, la 16 aprilie, au avut loc alegerile locale pentru un nou Consiliu Municipal. La funcția de consilier au candidat 2 blocuri electorale, 4 partide și 10 candidați independenți. Alegerile de la Bălți erau pe cale de a suferi eșec . La 19:00 participase doar 47,3% din electorat, în condiții în care pentru validarea alegrilor era nevoie de prezența la urne a 50 la sută din votanți și finalizarea procesului electoral avea la loc la ora 8:00. În această situație, Comisia Electorală Municipală Bălți, cu acordul Comisie Electorale Centrale, a prelungit votarea până la ora 21:00. Din cei 90 477 de persoane cu drept de vot incluși în liste, la alegeri s-au prezentat 53,6% din bălțeni . 
Rezultatele alegerilor locale din 1995:
| Partid/candidat | Total voturi | Procente | Mandate în consiliu |
| --- | ------------ | -------- | ------------------- |
| Blocul Electoral „Partidul Socialist și Mișcarea pentru egalitate în drepturi „Unitate-Edinstvo” (B.E. „PSMUE”)                               | 17 496       |          | 18                  |
| Partidul Democrat Agrar din Moldova (PDAM) | 9 501        |          | 9                   |
| Partidul Comuniștilor din Moldova (PCM) | 6 784        |          | 6                   |
| Blocul Electoral „Alianța Forțelor Democratice” (B.E. „AFD”)                                                                                  | 3 803        |          | 3                   |
| Partidul Renașterii Economice a Moldovei (PREM)                                                                                               | 957          |          | 2                   |
| Nicolae Chirilciuc | 4 444        |          | 1                   |
| Notă: Partidul Social Democrat din Moldova (727 voturi) și ceilalți 9 independenți nu au acumulat voturi necesare pentru a accede în consiliu |              |          |                     |

La prima ședință al noului Consiliu Municipal din 11 mai 1995, reprezentantul guvernului Gheorghe Gusac a propus candidatura lui Victor Morev la funcția de primar al municipiului. La aceeași ședință 36 de consilieri au votat pentru Victor Morev, 2 consilier - contra și un consilier s-a abținut .
La alegerile locale din 17 iunie 2001 pentru postul de primar al municipiului Bălți au concurat 7 candidați. Rata participării la votare a fost de 33%. Desfășurarea turului doi nu a fost necesară, deoarece câștigătorul, Vasile Panciuc, a însumat peste 50% din votul bălțenilor în primul tur. 
| Nume               | Partid      | Voturi | %     |
| ------------------ | ----------- | ------ | ----- |
| Vasile Panciuc     | PCRM        | 25 553 | 74,2  |
| Nicolae Chirilciuc |             | 6 151  | 17,88 |
| Valerii Grumeza    | independent | 1 189  | 3,46  |
| I. Filip           |             | 585    | 1,7   |
| L. Carasev         |             | 478    | 1,39  |
| V. Romanciuc       |             | 272    | 0,79  |
| Leonid Grabciu     | independent | 203    | 0,59  |

La alegerile locale din 25 mai 2003 la urne s-au prezentat 32 271 de persoane sau 34,23%. 
| Nume           | Partid                   | Voturi | %     |
| -------------- | ------------------------ | ------ | ----- |
| Vasile Panciuc | PCRM                     | 26 919 | 83,42 |
| Mihai Cojocaru | Blocul „Moldova Noastră” | 3 082  | 9,55  |
| Aurel Filip    | Blocul PSD-PSL           | 2 270  | 7,03  |

În 2007 rata de participare la alegerile locale în municipiul Bălți a fost de 34% 
| Nume           | Partid | Voturi | % |
| -------------- | ------ | ------ | - |
| Vasile Panciuc | PCRM   |        |   |
|                |        |        |   |
|                |        |        |   |
|                |        |        |   |

| Rezultatele alegerilor locale din 5 iunie 2011 la funcția de primar | Rezultatele alegerilor locale din 5 iunie 2011 la funcția de primar | Rezultatele alegerilor locale din 5 iunie 2011 la funcția de primar | Rezultatele alegerilor locale din 5 iunie 2011 la funcția de primar | Rezultatele alegerilor locale din 5 iunie 2011 la funcția de primar |
| ------------------------------------------------------------------- | ------------------------------------------------------------------- | ------------------------------------------------------------------- | ------------------------------------------------------------------- | ------------------------------------------------------------------- |
|                                                                     |                                                                     |                                                                     |                                                                     |                                                                     |
| Vasile Panciuc                                                      | Vasile Panciuc                                                      |                                                                     | 68.27%                                                              | 68.27%                                                              |
| Vladimir Tonciuc                                                    | Vladimir Tonciuc                                                    |                                                                     | 15.41%                                                              | 15.41%                                                              |
| Vadim Vacarciuc                                                     | Vadim Vacarciuc                                                     |                                                                     | 7.34%                                                               | 7.34%                                                               |
| Anatolie Harcenco                                                   | Anatolie Harcenco                                                   |                                                                     | 5.26%                                                               | 5.26%                                                               |
| Igor Ciuru                                                          | Igor Ciuru                                                          |                                                                     | 1.42%                                                               | 1.42%                                                               |

În urma alegerilor locale din 2007, 21 de mandate sunt deținute de comuniști, 11 - de reprezentanții altor partide și 4 de candidați independenți. Inițial, în cadrul Consiliului Municipal Bălți s-au forma două fracțiuni: fracțiunea Partidului Comuniștilor din Republica Moldova și fracțiunea de opoziție „Meleag” – compusă din 4 consilieri din diferite partide și 2 consilieri.

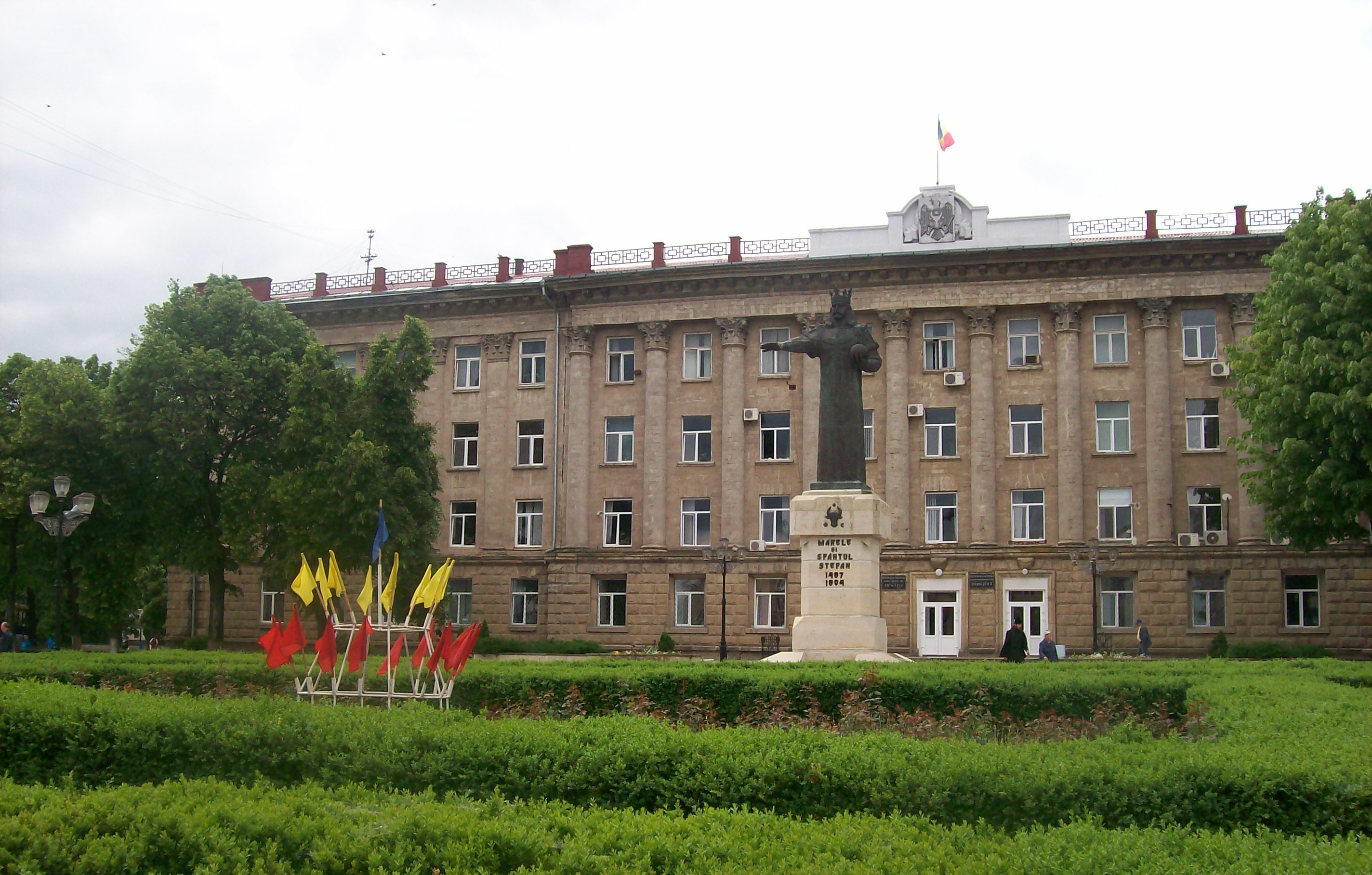
Sediul Primăriei și Consiliului Municipal Bălţi în prezent

În 2010 structura CMB a suferit schimbări. În aprilie fracțiunea „Meleag” a fost părăsită de consilierul independent Slava Perunov, managerul ziarului local „SP” și, totodată, președinte al Asociației Presei Independente (API) din Moldova, declarând că se retrage din fracțiunea de opoziție în baza unei decizii a Consiliului de etică al API care s-a pronunțat împotriva participării membrilor API în oricare fracțiuni politice la nivel local și central . În septembrie 2010 s-a format fracțiune Partidului Democrat din Moldova. Noua fracțiune este alcătuită din 6 consilieri, inclusiv doi care, recent, au părăsit fracțiunea comunistă, un socialist și un independent. Tot atunci, fracțiunea „Meleag”, din care au făcut parte și consilieri democrați, a anunțat ca are doi noi membri – consilieri creștin-democrați .